# Лундино
Лундино — деревня в Белозерском районе Вологодской области.
Входит в состав Гулинского сельского поселения, с точки зрения административно-территориального деления — в Гулинский сельсовет.
Расстояние по автодороге до районного центра Белозерска составляет 39,5 км, до центра муниципального образования деревни Никоновская — 9,5 км. Ближайшие населённые пункты — Агашино, Орлово, Прибой, Рощино.
Население по данным переписи 2002 года — 25 человек (12 мужчин, 13 женщин). Всё население — русские.